# Redningsvæsenet

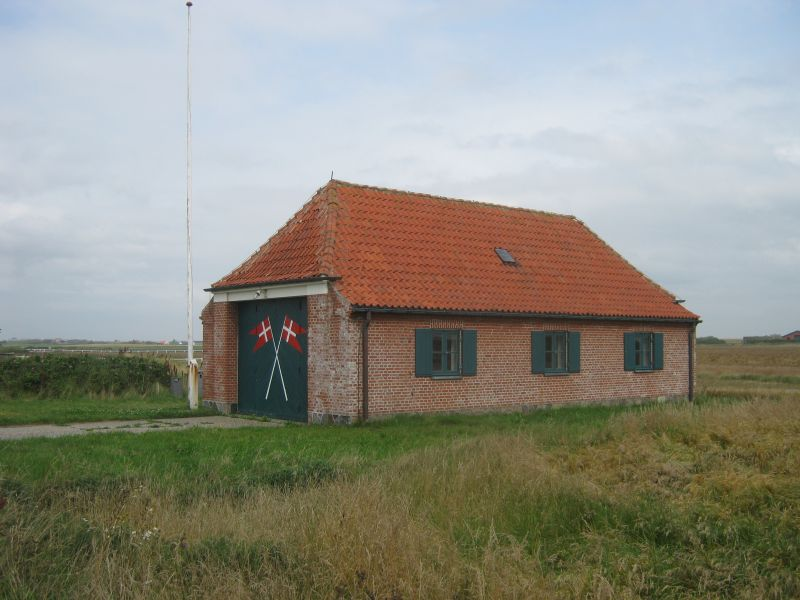
Redningsstation Tuskær

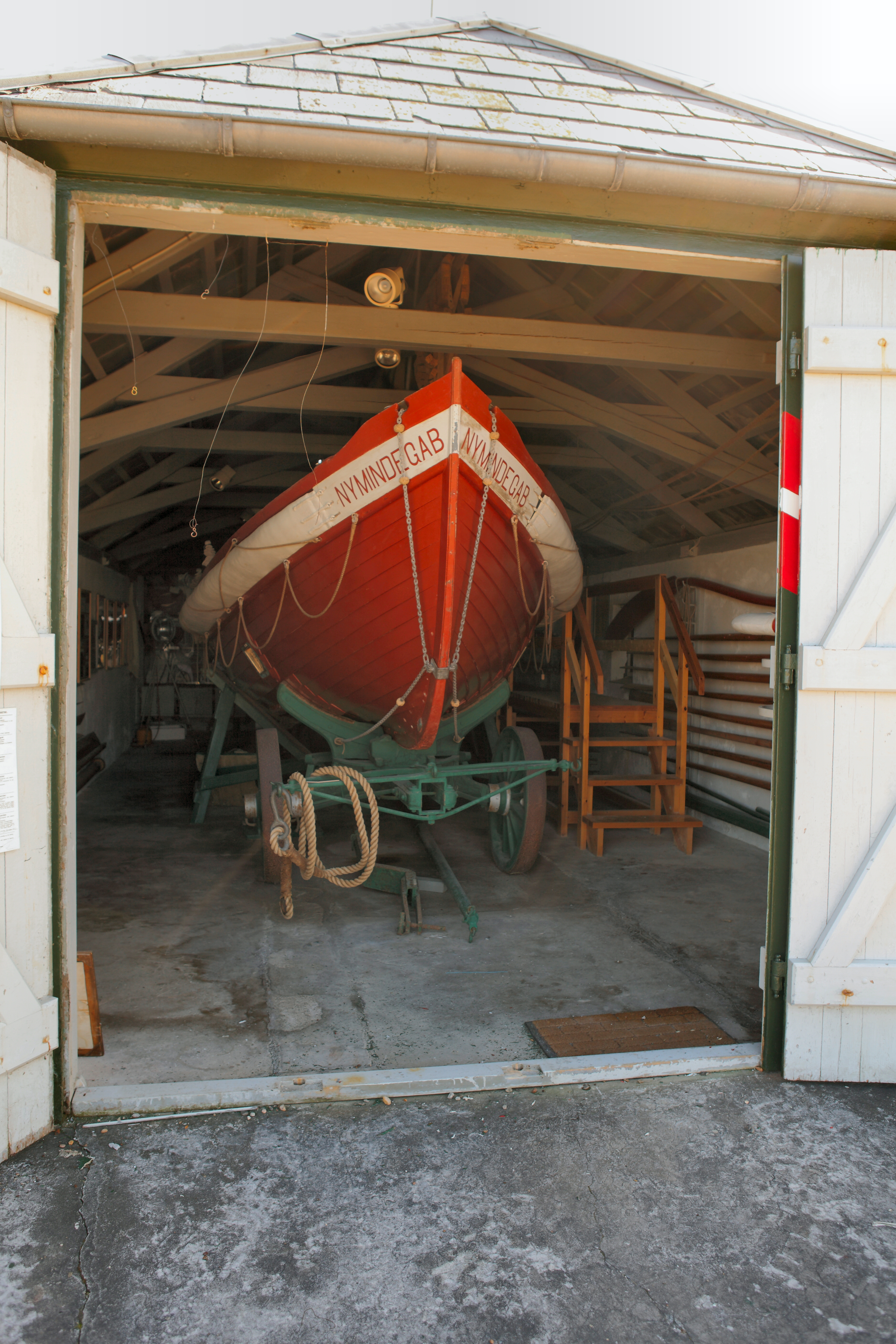
Räddningsbåten från 1890 i Nymindegab Redningsstation

Redningsvæsenet var en dansk statlig sjöräddningsorganisation, som bildades 1852 som de två parallella organisationerna Det Nørrejydske Redningsvæsen och Det Bornholmske Redningsvæsen genom antagandet av "Lov angaaende Redningsvæsenet på de danske Kyster". Detta skedde på initiativ av Christopher Berent Claudi, som växte upp vid Jyllands västkust och hade upplevt flera förlisningar. Claudi blev också själv den förste chefen för Det Nørrejyske Redningsvæsen med huvudkontor i Lemvig.
Myndigheterna låg först under Indenrigsministeriet och från 1896 under Landbrugsministeriet. År 1996 flyttades de till Marineministeriet. År 1926 slogs de två verksamheterna samman till en enda organisation med placering i Köpenhamn, från 1950 sorterat under Forsvarsministeriet. 
År 1973 bildades Farvandsvæsenet av flera myndigheter. Redningstjenstenen ingick som en del, nu omdöpt till Kystredningstjenesten. Denna myndighet upplöstes 2012, varvid sjöräddningen övergick till Søværnets 1. Eskadre. År 2019 flyttades Kystredningstjenesten över till den nyinrättade 3. Eskadre inom Søværnet.

## Historik
I oktober 1849 tillsattes en statlig kommission för att undersöka hur en sjöräddningstjänst skulle organiseras på Jyllands västkust och på andra ställen. Den avgav ett betänkande i december 1849, med förslag om att koncentrera verksamheten till den jylländska västkusten. Genomförandet skedde i stort sett enligt förslaget. 13 räddningsstationer skulle förses med både raketapparat och en osänkbar räddningsbåt, åtta skulle bara ha raketapparat, och Agger Kanal Redningsstation enbart båt. Förutom på Jylland inrättades räddningsstationer på Bornholm, vilket inte ingick i kommissionens ursprungliga förslag. 
Räddningsstationerna på Jyllands västkust täckte sträckan mellan Skagen i norr och Blåvand i söder. 
Av räddningsstationerna med både båt och raketapparat låg åtta norr om Limfjorden: Skagen, Kandestederne, Nørre Tornby, Lønstrup, Løkken Redningsstation, Blokhus, Hanstedholm och Nørre Vorupør Redningsstation. Senare inrättades det norr om Limfjorden också räddningsstationer i Gamle Skagen, Tversted, Hirtshals, Skallerup Klit, Rødhus, Thorup Strand, Madsbøl, Vigsø, Vangså, Stenbjerg, Lyngby och Hedegårdene. 
På båtstationerna fanns en uppsyningsman, som utsågs bland tulltjänstemännen och strandfogdarna. Det fanns också på båtstationerna en båtförman, som valdes ut av det tolv man starka manskapet. Uppsyningsmännen hade lön och räddningsmännen fick först ersättning för övningar och räddningsförsök, men från 1858 fast lön.